# Rétalap, Győr-Moson-Sopron
Rétalap  este un sat în districtul Győr, județul Győr-Moson-Sopron, Ungaria, având o populație de 567 de locuitori (2011). 

## Demografie
Componența etnică a satului Rétalap
     Maghiari (100%)
Componența confesională a satului Rétalap
     Romano-catolici (61,38%)
     Reformați (8,82%)
     Fără religie (6,35%)
     Greco-catolici (1,23%)
     Necunoscută (21,52%)
     Luterani (0,71%)
Conform recensământului din 2011, satul Rétalap avea 567 de locuitori. Din punct de vedere etnic, majoritatea locuitorilor (100,0%) erau maghiari.  Din punct de vedere confesional, majoritatea locuitorilor (61,38%) erau romano-catolici, existând și minorități de reformați (8,82%), persoane fără religie (6,35%) și greco-catolici (1,23%). Pentru 21,52% din locuitori nu este cunoscută apartenența confesională.